# الدوري المكسيكي الممتاز 1970–71
الدوري المكسيكي الممتاز 1970–71 (بالإسبانية: Primera División de México 1970-71)‏ هو موسم من الدوري المكسيكي الممتاز. كان عدد الأندية المشاركة فيه 18، وفاز فيه نادي أمريكا.